# Девриент, Карл
Карл Август Девриент (5 апреля 1797, Берлин — 3 августа 1872, Бад-Лаутерберг (Гарц)) — германский театральный актёр, более всего известный исполнением ролей в пьесах Уильяма Шекспира и Фридриха Шиллера.

## Биография
Был старшим из шести сыновей торговца шёлком Тобиса Филиппа Девриента; отец готовил его, а также братьев Эдуарда и Эмиля к карьере в семейном деле. Актёр Людвиг Девриент приходился Карлу дядей.
После окончания гимназии при Грауэн-Клостер поступил добровольцем на службу в гусарский полк Энно фон Коломба. В 1815 году в 17-летнем возрасте участвовал в битве при Ватерлоо против наполеоновских войск. В 1817 году унаследовал дело одного своего дяди в Цвиккау и некоторое работал в Берлине. С помощью своего дяди смог начать играть на сцене в Брауншвейге, дебютировав 28 июля 1819 года в пьесе авторства Фридриха Шиллера «Вильгельм Телль». В 1821 году переехал из Брауншвейга в Дрезден, продолжив актёрскую карьеру. В 1823 году женился на оперной певице Вильгельмине Шрёдер, которой на тот момент не исполнилось ещё 18 лет. Их сын Фридрих родился в 1827 году в Дрездене; впоследствии Карл играл вместе с ним на сцене. В 1828 году развёлся с Вильгельминой, однако они продолжали работать вместе до 1834 года.

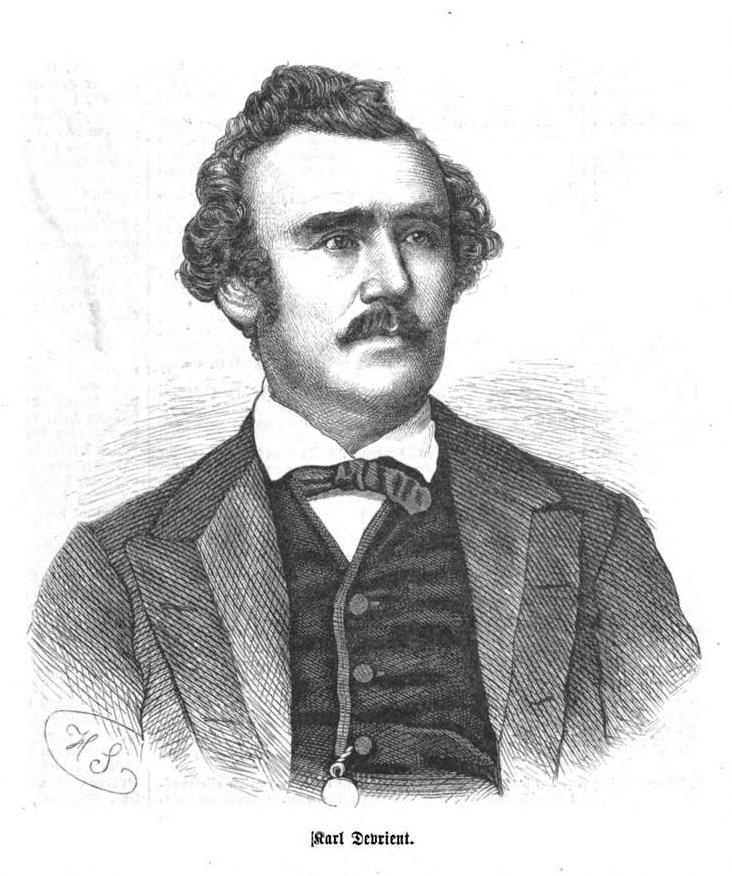
Карл Девриент в 1869 году

В 1835—1838 годах играл в придворном театре Карлсруэ (также давая гастроли в Париже); с 1839 года был актёром придворного театра Ганновера и служил в нём на протяжении 33 лет. В начале своей карьеры исполнял роли молодых персонажей и любовников, а затем характерные роли в таких пьесах, как «Король Лир» или «Валленштейн». С 1844 года состоял в масонской ложе. В 1855 году женился на певице и актрисе Йоханне Блок. В этом браке родился сын Макс Девриент, также ставший актёром. В 1866 году получил от правительства Ганновера золотую медаль за вклад в науку и искусство, а в 1869 году — почётное гражданство Ганновера. Скончался в 1872 году во время пребывания на курорте в Лаутерберге.
К числу наиболее известных его ролей относятся Гамлет, король Лир, Ричард III, Марк Антоний в «Юлии Цезаре» Шекспира, Шейлок в «Венецианском купце», Натан Мудрый в одноимённой пьесе Лессинга, Фауст, Эгмонт, Вильгельм Телль.